# Jean-Paul Schlienger
Pour les articles homonymes, voir Schlienger.
Jean-Paul Schlienger est un résistant français né dans le 14e arrondissement de Paris le 4 septembre 1925 et mort à l'hôtel des Invalides le 4 août 2017.

## Biographie

### Résistance
Pendant la Seconde Guerre mondiale, il entre dans la résistance en répondant à l'appel du général de Gaulle ; il est alors âgé de 15 ans.
Durant deux ans, il diffuse les journaux clandestins puis intègre le Bureau central de renseignements et d'action (BCRA).
En 1944, son réseau de 72 résistants dérobe une fusée V1 et l'envoie en pièces détachées à Londres, 3 semaines avant le début des premiers bombardements.

### Arrestation et déportation
Le 5 août 1944, il est arrêté par la Gestapo de la rue de la Pompe, puis torturé pendant 10 jours et condamné à mort à l'issue d'un procès de 45 minutes par un tribunal militaire allemand.
Par le convoi du 15 août 1944 parti de la gare de Pantin (« convoi des 57000 ») il est finalement déporté au camp de concentration de Buchenwald, où il restera prisonnier jusqu'au 11 avril 1945, pesant à sa sortie 35 kg pour 1,82 m.
Jean-Paul Schlienger reçoit de nombreuses distinctions pour son engagement dans la Résistance.
Il décède le 4 août 2017.

## Distinctions
- Chevalier de la Légion d'honneur
- Croix de guerre 1939–1945
- Médaille de la Résistance française (décret du 31 mars 1947)[4]
- Médaille commémorative des services volontaires dans la France libre
- Médaille de la déportation pour faits de Résistance